# Ailuroedus
Ailuroedus is een geslacht van zangvogels uit de familie prieelvogels (Ptilonorhynchidae).

## Taxonomie
Het geslacht kende aanvankelijk drie soorten, (1) de zwartoorkatvogel (A. melanotis) met 10 ondersoorten, (2) de monotypische groene katvogel (A. crassirostris) en (3) de witoorkatvogel (A. buccoides) met vier ondersoorten. Uitgebreid onderzoek wees uit dat er sprake is van tien soorten. Vijf ondersoorten van de zwartoorkatvogel zijn aparte soorten die voorkomen in middengebergten in Nieuw-Guinea  en Oost-Australië in montaan tropisch en subtropisch regenwoud, maar ook wel in tuinen en boomgaarden tussen de 600 en 1700 m boven zeeniveau. Samen met de zwartoorkatvogel en de groene katvogel vormt deze groep van zeven soorten een clade. De twee ondersoorten van de witoorkatvogel werden aparte soorten, de bruinkapkatvogel (A. geislerorum)  en de kaneelborstkatvogel (A. stonii). Samen met de witoorkatvogel vormen deze een clade van drie soorten die meer zijn aangepast aan natuurlijk bos in het laagland van Nieuw-Guinea.

### Lijst van soorten
- Ailuroedus arfakianus  – Vogelkopkatvogel
- Ailuroedus astigmaticus  – Huonkatvogel
- Ailuroedus buccoides  – Witoorkatvogel
- Ailuroedus crassirostris  – Groene katvogel
- Ailuroedus geislerorum  – Bruinkapkatvogel
- Ailuroedus jobiensis  – Noordelijke katvogel
- Ailuroedus maculosus  – Gevlekte katvogel
- Ailuroedus melanocephalus  – Zwartkapkatvogel
- Ailuroedus melanotis  – Zwartoorkatvogel
- Ailuroedus stonii  – Kaneelborstkatvogel